# Sincerely
Pour la chanson des Moonglows, voir Sincerely (chanson).
Albums de Mari Hamada
Return to Myself
(7 juin 1989) Colors
(21 sept. 1990)
Singles
1. Open Your Heart
Sortie : 8 novembre 1989

Sincerely est un album de ballades de Mari Hamada sorti en 1989, comprenant de nouvelles chansons, des reprises, et d'anciens titres.

## Présentation
L'album sort le 16 décembre 1989 au Japon sur le label Invitation de Victor Entertainment, six mois après le précédent album original de la chanteuse, Return to Myself. Dans la foulée de son succès, il atteint la 2e place du classement des ventes de l'Oricon, et reste classé pendant douze semaines. Il reste le septième album le plus vendu de la chanteuse. De même que ses autres albums, il est ré-édité le 24 mars 1994 à l'occasion de ses 10 ans de carrière (présentation officielle fautive), puis le 22 octobre 2008 pour ses 25 ans de carrière.
L'album contient dix titres, de genre ballades romantiques : trois nouvelles chansons (Over The Rainbow, Missing You, et Last Christmas Song), la chanson Open Your Heart déjà sortie en single le mois précédent (et qui ne figurera que sur cet album, la chanson en "face B" Endless Wave restant quant-à-elle inédite en album), de nouvelles versions de trois anciens titres (In the Precious Age, Fall in Love, et Promise in the History), et trois titres tirés des deux précédents albums originaux (Rain, Restless Kind, et All Alone). Il est donc généralement considéré plutôt comme une compilation.
Un deuxième album similaire sort seize ans plus tard, en 2005 : Sincerely II.

## Liste des titres
Toutes les paroles sont écrites par Mari Hamada.
| CD    | CD                                                                      | CD                                   | CD    | CD | CD | CD | CD | CD | CD |
| No    | Titre                                                                   | Musique                              | Durée |    |    |    |    |    |    |
| ----- | ----------------------------------------------------------------------- | ------------------------------------ | ----- | -- | -- | -- | -- | -- | -- |
| 1.    | In the Precious Age (nouvelle version ; de l'album In the Precious Age) | Deremer / Lerner / Harriman / Hamada | 3:20  |    |    |    |    |    |    |
| 2.    | Over The Rainbow (nouvelle chanson)                                     | Hiroyuki Otsuki                      | 3:02  |    |    |    |    |    |    |
| 3.    | Fall In Love (nouvelle version ; de l'album In the Precious Age)        | Keiji Katayama                       | 4:02  |    |    |    |    |    |    |
| 4.    | Missing You (nouvelle chanson)                                          | Yusuke Nakamura                      | 4:45  |    |    |    |    |    |    |
| 5.    | Last Christmas Song (nouvelle chanson)                                  | Takanobu Masuda                      | 4:43  |    |    |    |    |    |    |
| 6.    | Open Your Heart (10e single)                                            | Hiroyuki Otsuki                      | 5:20  |    |    |    |    |    |    |
| 7.    | Rain (de l'album Love Never Turns Against)                              | Takanobu Masuda                      | 4:16  |    |    |    |    |    |    |
| 8.    | Promise in the History (nouvelle version ; de Promise in the History)   | Keiji Katayama                       | 4:58  |    |    |    |    |    |    |
| 9.    | Restless Kind (de l'album Return to Myself)                             | Hiroyuki Otsuki                      | 4:03  |    |    |    |    |    |    |
| 10.   | All Alone (de l'album Love Never Turns Against)                         | Yusuke Nakamura                      | 5:14  |    |    |    |    |    |    |
| 44:06 |                                                                         |                                      |       |    |    |    |    |    |    |